# Paracymboides tibialis
Espèce
Paracymboides tibialis est une espèce d'araignées aranéomorphes de la famille des Linyphiidae.

## Distribution
Cette espèce est endémique d'Inde. Elle se rencontre au Tamil Nadu et au Kerala.

## Description
Le mâle holotype mesure 1,63 mm et la femelle paratype 1,75 mm.

## Publication originale
- Tanasevitch, 2011 : Linyphiid spiders (Araneae, Linyphiidae) from Pakistan and India. Revue suisse de Zoologie, vol. 118, no 3, p. 561-598 (texte intégral).